# Marcello d'Aste
Pour les articles homonymes, voir Aste.
Marcello d'Aste (né le 21 juillet 1657 à Aversa dans le royaume de Naples et mort à Rome le 11 juin 1709) est un cardinal italien de la fin du XVIIe et du début du XVIIIe siècle.

## Biographie
D'Aste exerce des fonctions au sein de la curie romaine, notamment à l'Inquisition, comme auditeur du pape Alexandre VIII et au tribunal suprême de la Signature apostolique. Il est élu archevêque titulaire d'Athènes en 1691 et est consacré le 13 janvier 1692 par Galeazzo Marescotti avec comme co-consécrateurs Giuseppe Bologna (en) et Stefano Giuseppe Menatti (en). Il est envoyé comme nonce apostolique en Suisse 1692. D'Aste est nommé secrétaire de la Congrégation des évêques en 1695 et président d'Urbino en 1698.
Le pape Innocent XII le crée cardinal lors du consistoire du 14 novembre 1699. Il est transféré au diocèse d'Ancône en 1700. D'Aste participe au conclave de 1700, lors duquel Clément XI est élu.

## Succession apostolique
Marcello d'Aste a ordonné les évêques suivants :
- Évêque Ulrich von Federspiel (de) (1693)